# Там, де нас немає
«Там, де нас немає» (рос. «Там, где нас нет») — радянський художній фільм 1986 року, знятий режисером Леонід Квініхідзе на кіностудії «Мосфільм».

## Сюжет
Широкоформатний фільм. Приїхавши з батьком-професором до Таллінна, балерина Наташа закохується в керівника рок-ансамблю Енна Лайда — і проводить з ним три дні. Поїхавши в Ленінград, щоб продовжити роботу над головною роллю в балеті «Ромео і Джульєтта», Наташа починає тужити за коханим і кличе його до себе. Він приїжджає, вона зриває одну репетицію за іншою — і вони розлучаються.

## У ролях
- Євгенія Захарова — Наталія
- Гуннар Грапс — Енн
- Святослав Кузнецов — Олег Олегович
- Володимир Заманський — Олександр Михайлович
- Людмила Максакова — Софія Михайлівна
- Ендел Йигі — Ендель
- Сулев Куусік — музикант
- Яанус Раудкатс — музикант
- Сергій Громов — артист балету
- Андрій Федотов — Вадик
- Мільві Райєнд — співачка
- Світлана Коновалова — бабуся Наташи
- Римма Коростельова — Катя
- Віктор Шульгін — дідусь Наташи
- Гунар Кілгас — Хуберт
- Пауль Кальде — Яак Кіттель
- Аліс Тальвік — гід
- Юрій Філінов — епізод
- Віктор Лазарев — адміністратор

## Знімальна група
- Режисер — Леонід Квініхідзе
- Сценарист — Володимир Валуцький
- Оператор — Вадим Алісов
- Композитор — Максим Дунаєвський
- Художник — Леонід Свінціцький